# قرار مجلس الأمن التابع للأمم المتحدة رقم 200
قرار مجلس الأمن التابع للأمم المتحدة رقم 200، الذي اعتمد بالإجماع في 15 مارس 1965، بعد النظر في طلب غامبيا للانضمام إلى عضوية الأمم المتحدة أوصى المجلس الجمعية العامة بقبول غامبيا.